# Walter Müller (Schauspieler)
Walter Müller (* 6. Mai 1911 in Prag; † 2. März 1969 in Starnberg) war ein österreichischer Schauspieler und Sänger.

## Leben
Der Sohn von Anton und Theresia Müller wuchs in Wien auf und begann seine künstlerische Laufbahn 1927 als Chorsänger am Landestheater Linz. Danach wirkte er in Bodenbach als Chor-Eleve und in Bad Hall erstmals als Schauspieler.
Müller erhielt weitere Engagements in Reichenberg, Brünn, Iglau und Karlsbad. In Mährisch-Ostrau wurde er als Buffo- und Operettentenor eingesetzt. 1938 kam er als 2. Bass an die Wiener Volksoper und sang dort in Operetten wie Frau Luna und Der Graf von Luxemburg. 1939 wechselte er ans Theater am Schiffbauerdamm in Berlin, und von 1940 bis zur Theatersperre von 1944 war er Hauptdarsteller vieler Revuen und Operetten am Metropol-Theater. Nach dem Krieg spielte er am Wiener Bürgertheater, wo er gelegentlich auch Regie führte.
Seit 1938 arbeitete er auch umfangreich für den Rundfunk. Im Kino war Müller ab 1940 zu sehen und bald festgelegt auf den immer lustigen, singenden Sonnyboy. Als Freund oder Konkurrent des eigentlichen Helden wurde er in der ersten Hälfte der fünfziger Jahre zu einem häufig eingesetzten und beliebten Filmschauspieler. Dabei spielte oft er den Typus des komischen Liebhabers.
Zu Beginn der 1960er Jahre neigte sich seine Filmlaufbahn dem Ende zu. Er agierte wieder vornehmlich in Operettenrollen am Theater und feierte 1966 seinen letzten Erfolg in einer Aufführung von Maske in Blau im Theater des Westens an der Seite von Marika Rökk.
Walter Müller war seit 1937 mit Hedwig Jahnel verheiratet und Vater einer Tochter. Er betrieb zeitweilig in Wien ein Heurigen-Lokal. Müller erlag in Starnberg einem Herzinfarkt.
Die letzte Ruhestätte befindet sich am Waldfriedhof in Starnberg.

## Filmografie
- 1933: Abel mit der Mundharmonika (Drehbuch)
- 1940: Herzensfreud – Herzensleid
- 1942: Ein Walzer mit dir
- 1944: Die Frau meiner Träume
- 1947: Das singende Haus
- 1949: Ein bezaubernder Schwindler
- 1950: Jetzt schlägt’s 13 (Es schlägt 13)
- 1950: Schwarzwaldmädel
- 1950: Gruß und Kuß aus der Wachau
- 1951: Durch Dick und Dünn
- 1951: Schwindel im Dreivierteltakt
- 1951: Die Csardasfürstin
- 1951: Johannes und die 13 Schönheitsköniginnen
- 1951: Die Dubarry
- 1951: Das Herz einer Frau
- 1952: Saison in Salzburg
- 1952: Das Land des Lächelns
- 1952: Im weißen Rößl
- 1953: Maske in Blau
- 1953: Einmal keine Sorgen haben
- 1953: Südliche Nächte
- 1953: Auf der grünen Wiese
- 1953: Wenn am Sonntagabend die Dorfmusik spielt
- 1953: Hab’ ich nur Deine Liebe
- 1953: Hurra – ein Junge!
- 1954: Kaisermanöver
- 1954: König der Manege
- 1954: Ball der Nationen
- 1955: Der falsche Adam
- 1955: Drei Tage Mittelarrest
- 1955: Die Drei von der Tankstelle
- 1956: Das Liebesleben des schönen Franz
- 1956: Holiday am Wörthersee
- 1956: Hurra – die Firma hat ein Kind
- 1957: Drei Mann auf einem Pferd
- 1958: Hoch klingt der Radetzkymarsch (Regie: Géza von Bolváry)
- 1958: Liebe, Mädchen und Soldaten
- 1960: Sooo nicht, meine Herren!
- 1961: Unsere tollen Tanten
- 1963: Hochzeit am Neusiedler See
- 1963: Das Kriminalmuseum – Nur ein Schuh
- 1965: Ein Ferienbett mit 100 PS
- 1966: Das Spukschloß im Salzkammergut
- 1969: Königin einer Nacht